# Лав II (византијски цар)
Лав II (рођен 467, умро 17. новембра 474. године) био је византијски цар од 18. јануара 474. до новембра исте године. Био је син Зенона I и Аријадне, кћери Лава I и Верине. Као Лавов најближи мушки рођак, именован је наследником, уз то да његов регент буде Зенон. Лав II је умро од непознате болести десет месеци пошто је постао цар и наследио га је отац Зенон I, иако је његова мајка покушала да то спречи.